# Homo ergaster
Homo ergaster ili afrički Homo erectus je izumrla vrsta roda Homo koji je živio u istočnoj i južnoj Africi tijekom ranog pleistocena, između 1,8 i 1,3 milijuna godina.
Među strtučnjacima još uvijek postoje određena razilaženja o taksonomskoj klasifikaciji, o precima i potomcima Homo ergastera, ali danas je široko prihvaćena teorija da je on izravni predak kasnijih hominina kao Homo heidelbergensisa, Homo sapiensa, Homo neanderthalensisa i azijskog Homo erectusa.
Smatra se jednim od najranijih pripadnika roda Homo, moguće je da je izravni predak, ili dijeli bliskog zajedničkog pretka s Homo erectusom. Neki paleoantropolozi smatraju da je Homo ergaster jednostavno afrička varijanta Homo erectusa, što je dovelo do toga da se koristi pojam "Homo erectus sensu stricto" za azijskog Homo erectusa, i "Homo erectus sensu lato" za različite podvrste koje obuhvaćaju afričku populaciju (Homo ergaster) i različite azijske populacije.
Posljednje teorije čak idu dalje i tvrde da su svih pet vrsta roda Homo istovremeno prisutne u Africi, Homo habilis, Homo rudolfensis, Homo ergaster, i Homo erectus pripadnici iste vrste naziva "Homo erectus" koje su evoluirale prije 2 milijuna godina u Africi i proširile se Euroazijom sve do Kine i Jave, gdje su i pronađeni prvi ostaci stari 1,2 milijuna godina.
Dvojno ime za ovu vrstu objavio je 1975. Colin Groves i Vratislav Mazák. Drugi dio imena "ergaster", dolazi iz starogrčke riječi (grč.: ἐργαστήρ) "radni" ili "onaj koji radi", na temelju razvijene litičke tehnologije koje su ove vrste razvile, uključujući  i ašelejensku industriju.

## Otkriće i naznačajniji fosili
Južnoafrički palaeontolog John T. Robinson prvi je otkrio čeljust nove vrste hominida 1949. u južnoj Africi, koju je imenovao Telanthropus capensis, iako je danas prepoznata kao primjerak Homo ergastera. Službeno dvojno ime objavili su Colin Groves i Vratislav Mazák na temelju fosilnog dokaza KNM-ER 992, čeljusti otkrivene u blizini Rudolfovog jezera (danas jezero Turkana) u Keniji 1975. godine. Najočuvaniji kostur Homo ergastera (i jedan od najočuvanijih poznatih fosilnih ostataka hominida) je KNM-WT 15000 star 1,6 milijuna godina, otkriven u blizini jezera Turkana u Keniji 1984. godine. Otkrili su ga paleoantropolozi Kamoya Kimeu i Alan Walker i nadjenuli mu nadimak "dječak iz Turkane".

## Klasifikacija
Mnogi paleoantropolozi još uvijek raspravljaju je li Homo ergaster odvojena vrsta od Homo erectusa. Neki koriste naziv Homo ergaster za izravnog afričkog pretka Homo erectusa, tvrdeći da je Homo ergaster emigrirao izvan Afrike u Aziju, i razvio se u različite vrste. Mnogi se ne pak slažu s uporabom različitog imena ergaster za ovu vrstu, jer smatraju da nema bitne razlike između fosila dviju vrsta, npr. između dječaka iz Turkane i pekinškog čovjeka. Iako je "Homo ergaster" donekle prihvaćen kao važeći takson, Homo ergaster i Homo erectus još se uvijek definiraju kao afrička i azijska populacija šire vrste koju nazivamo Homo erectus.
Homo ergaster se razlikuje od Homo erectusa tanjim kostima lubanje i manjkom jasnog foramena supraorbitale. Razlikuje se i od Homo heidelbergensisa tanjim kostima, licem izbočenim više unaprijed i nižim čelom. Odlike koje ga razlikuju od ranijih vrsta su manji spolni dimorfizam, manje lice i manje izbočene čeljusti (veća ortognacija) manje izražen zubni luk i veći kapacitet lubanje (700–900 cm³ kod starijih fosilnih primjeraka Homo ergastera i 900 - 1100 cm³ kod kasnijih primjeraka). Procijenjeno je da je prosječni mužjak H. ergaster bio visok oko 189 centimetara. Fosilni ostaci su pronađeni u Tanzaniji, Etiopiji, Keniji i Južnoafričkoj Republici.

## Divergencija
Homo habilis se smatra vjerojatnim pretkom cijelog roda Homo, i izravnim pretkom Homo ergastera. Ovaj je taksonomski status punopravnog pripadnika roda "Homo", međutim, posebno sporan. Homo habilis i Homo ergaster su zajedno koegzistirali 200 000 - 300 000 godina, ukazujući na mogućnost da su se ove dvije vrste zasebno razvile od jednog zajedničkog pretka.
Nejasno je koliki je genetski utjecaj imao Homo ergaster na kasnije hominide. Najnovije genetske analize potvrđuju teoriju nedavnog afričkog pretka, što bi moglo odrediti Homo ergasteru ulogu pretka svih kasnijih hominida.

### Postanak i izumiranje
Vjeruje se da se Homo ergaster odvojio od evolucijske linije Homo habilisa prije oko 1,9 i 1,8 milijuna godina. Linija koja je emigrirala iz Afrike i kasnije se razvila u Homo erectusa, odvojila se od linije Homo ergastera gotovo odmah nakon toga. Ovi rani potomci Homo habilisa otkriveni su u Gruziji na lokalitetu Dmanisi. Homo ergaster je u morfološkom smislu ostao stabilan 500 000 godina u svom afričkom staništu sve dok nije nestao iz fosilnih zapisa prije oko 1,4 milijuna godina.  Ni jedan uzrok nije pripisan ovom nestanku; kasnija evolucija sličnog hominina Homo heidelbergensisa u istom afričkom staništu sugerira da je razlog nestanka jednostavno rupa u fosilnim zapisima i da još moraju biti otkrivene međuvrste.

## Korištenje alata
Homo ergaster je koristio puno sofisticiranije i raznolikije kameno oruđe od njegovog prethodnika Homo habilisa.
Homo ergaster je rafinirao i razvio naslijeđenu oldovansku tehnologiju i razvio prve ašelejenske dvostrane ručne sjekire ili šačnike. Uporaba ašelejenskih alata započela je prije oko 1,6 milijuna, dok se evolucijska linija Homo erectusa oddvojila oko 200 000 godina prije općeg razvoja ašelejenske tehnologije. Aziski migracijski potomci Homo ergastera, nisu stoga poznavali ašelejensku tehnologiju.

## Život u zajednici
Spolni dimorfizam je bitno smanjen kod Homo ergastera u odnosu na australopiteke (oko 20%), ali je još uvijek veći od dimorfizma modernog čovjeka. Pretpostavlja se da je smanjeni dimorfizam znak smanjenog nadmetanja među mužjacima za parenje, što bi moglo ukazivati na modernije socijalne navike Homo ergastera.
Homo ergaster nije samo fizičkim izgledom sličan čovjeku više od ikoje ranije vrste, već je to i u društvenosti i organizaciji zajednice. Vrlo je vjerojatno da je on prvi hominin koji je ovladao sposobnošću kontroliranja vatre. Još se uvijek vodi debata je li ovladao samo očuvanjem i kontrolom prirodne vatre ili je bio sposoban i za umjetno paljenje nove vatre. Danas je, međutim, općeprihvaćeno da je Homo erectus imao kontrolu nad vatrom, kao i svaka vrsta hominina koji dijeli neposrednog zajedničkog pretka s Homo ergasterom.
Društvena organizacija Homo ergastera je vjerojatno bila slična zajednicama modernih lovaca-sakupljača. Za razliku ad australopiteka, mužjaci se vjerojatno nisu žestoko nadmetali za ženke, što je dovelo do smanjenja tjelesne građe mužjaka u odnosu na ženke. Smanjeni se dimorfizam podudara i s povećanjem moždanog volumena i povećanjem učinkovitosti korištenja kamenog alata.

### Uporaba jezika
Prema BBC-ovoj dokumentarnoj seriji Walking With Cavemen, Homo ergaster je vjerojatno bio prvi hominid koji je koristio  "nešto što bi mogli prepoznati kao ljudski govor", iako su njegove simboličke kognitivne sposobnosti vjerojatno bile ograničene u odnosu na modernog čovjeka.
Dugo se vremena mislilo da je bio ograničen u svojoj fizičkoj sposobnosti reguliranja disanja i proizvodnje složenih zvukova. Ovo se uvjerenje temeljilo na obliku vratnih kralježaka dječaka iz Trukane, koji su uži u odnosu na kasnije ljude. Otkriće 300 000 godina starijih vratnih kralježaka na lokalitetu Dmanisi u Gruziji u odnosu na dječaka iz Turkane, dokazalo je da je njihova debljina unutar raspona normalnih dimenzija za čovjeka.
Osim toga, utvrđeno je da je dječak iz Turkane vjerojatno bio pogođen bolešću kralježnice koja mu je bitno stanjila vratne kralješke u odnosu na modernog čovjeka kao i u odnosu na fosile iz Dmanisija. Iako još nije sa sigurnošću utvrđeno da fosili iz Dmanisija pripadaju Homo ergasteru, oni su stariji od dječaka iz Turkane. Dječak iz Turkane je, stoga, vrlo vjerojatno atipični pripadnik svoje vrste.
Ne postoje arheološki dokazi da je Homo ergaster koristio simboličko razmišljanje u praksi (kao npr. paleolitička umjetnost), ali dobro razvijene fizičke sposobnosti, razvijen mozak i nedavno dokazana mogućnost fine kontrole disanja (proizvodnja složenih zvukova), sugeriraju postojanje neke vrste jezične i simboličke komunikacije.

## Unutarnje poveznice
- Evolucija čovjeka
- Popis čovječjih evolucijskih fosila
- Homo erectus
- Homo georgicus
- Homo habilis
- Telanthropus capensis

## Vanjske poveznice
- Homo ergaster na Archaeology Info  Arhivirana inačica izvorne stranice od 12. ožujka 2008. (Wayback Machine), pristupljeno 16. travnja 2014.
- Homo erectus/ergaster na Smithsonian National Museum of Natural History, pristupljeno 16. travnja 2014.